# 社長
社長，即「一社之長」，是流行於漢字文化圈的職稱；但隨文化語境不同，可能指涉不同對象。一般指出版社、通訊社等社團法人，或者學生社團等以「社」冠名的社會團體之負責人，或者指在日本和韓國，指公司最高經營者，相當於漢語所稱的總裁或總經理。因公司在日、韓文中稱為「會社」（日语：会社），其經營階層負責人稱為「社長」，董事長在日、韓文則稱為「會長」。

## 会社社长
“社长”在公司规定的职务制度中是指，对第三者代表公司，并在公司内部指挥业务执行的职务。为了确保对总经理权限的法律依据，一般来说，株式会社的代表董事或执行董事为社长，作为尽可能业务执行的权限，另外持有会社代表职员（法人代表职员的情况是其执行职务者）为社长。